# Eleccions legislatives neerlandeses de 2025
Les eleccions legislatives neerlandeses de 2025 es celebraran el 29 d'octubre de 2025 als Països Baixos per triar els membres de la Cambra de Representants. Es van convocar de manera anticipada després que el gabinet de Dick Schoof s'enfonsés el 3 de juny de 2025 a causa dels desacords sobre la política d'asil entre els partits de la coalició.

## Antecedents
El Partit per la Llibertat (PVV) va guanyar 37 de 150 escons a la Cambra de Representants a les eleccions legislatives neerlandeses de 2023. Després de mesos de negociacions, els líders del PVV, el Partit Popular per la Llibertat i la Democràcia (VVD), el centrista Nou Contracte Social (NSC) i el Moviment Ciutadans-Pagesos (BBB) van renunciar a càrrecs ministerials i van acceptar tenir un primer ministre no estigui vinculat a cap dels partits de govern en un govern tecnocràtic. El 2 de juliol de 2024, Dick Schoof va jurar com a primer ministre dels Països Baixos succeint a Mark Rutte amb un govern de coalició  de PVV, VVD, NSC i BBB.
L'acord de coalició va incloure plans per emetre un instrument legal per suspendre disposicions de la Llei d'estrangeria i introduir immediatament una Llei de crisi d'asil, acordant que no es tramitarien noves sol·licituds d'asil i que es revocaria la Llei de dispersió. El PVV finalment va abandonar el govern el 3 de juny per les disputes sobre la posició del govern sobre l'asil i el primer ministre Dick Schoof va anunciar la seva dimissió i la convocatòria d'unes noves eleccions.

## Sistema electoral
Els 150 membres de la Cambra de Representants són elegits per representació proporcional de llistes semiobertes. El nombre d'escons per llista es determina mitjançant la Regla D'Hondt. Una llista ha de rebre un nombre de vots igual o superior a la quota Hare (1 escó complet) per poder optar a la distribució d'escons, la qual cosa significa que hi ha un llindar electoral del 0,67%. Els votants tenen l'opció d'emetre un vot preferencial. Els escons guanyats per una llista s'assignen primer als candidats que, en votacions preferencials, han rebut almenys el 25% de la quota Hare (efectivament ¼ d'escó o el 0,17% del total de vots), independentment de la seva posició a la llista electoral. Si diversos candidats d'una llista superen aquest llindar, el seu ordre es determina en funció del nombre de vots rebuts. Els escons restants s'assignen als candidats segons la seva posició a la llista electoral.